# Langlibaitiao zhangshun
Espèce
Langlibaitiao zhangshun est une espèce d'araignées aranéomorphes de la famille des Lathyidae.

## Distribution
Cette espèce est endémique de Hainan en Chine. Elle se rencontre vers Wuzhishan.

## Description
Le mâle holotype mesure 2,75 mm.

## Systématique et taxinomie
Cette espèce a été décrite par Lin et Li en 2024.

## Étymologie
Cette espèce est nommée en référence à Zhang Shun, un des 108 bandits d'Au bord de l'eau. 

## Publication originale
- Lin, Li, Mo & Wang, 2024 : « Thirty-eight spider species (Arachnida: Araneae) from China, Indonesia, Japan and Vietnam. » Zoological Systematics, vol. 49, no 1, p. 4-98.